# Nagroda im. bł. ks. Emila Szramka
Nagroda im. bł. ks. Emila Szramka – coroczna nagroda ustanowiona w 2009 roku, przyznawana za działalność na rzecz Katowic w dziedzinach, które bliskie były zamordowanemu kapłanowi.
Miejscem przyznawania nagrody jest katowicki kościół Mariacki, którego proboszczem był przed uwięzieniem ks. Szramek. Nagrodę ustanowił proboszcz parafii Niepokalanego Poczęcia NMP w Katowicach ks. Andrzej Suchoń w 10. rocznicę beatyfikacji ks. Emila Szramka.
W skład kapituły przyznającej nagrodę wchodzili m.in.:
- ks. Andrzej Suchoń,
- prof. Grażyna Szewczyk,
- prof. Julian Gembalski,
- prof. Jan Malicki,
- prof. Józef Śliwiok,
- ks. dr Stanisław Puchała,
- ks. dr Robert Kaczmarek,
- Józef Buszman,
- Jerzy Dolinkiewicz,
- Andrzej Dawidowski[3].

## Osoby uhonorowane
| Rok  | Osoba | Uhonorowanie |
| ---- | --- | --- |
| 2009 | Janina Miazgowicz | za szerzenie idei błogosławionego ks. Emila Szramka poprzez dobroć serca, zwyczajną heroiczność dnia codziennego i pokorę w przełamywaniu barier                                                                          |
| 2010 | Maria Bula | za dar miłości i podtrzymywanie nadziei poprzez bezinteresowne trwanie przy potrzebujących pomocy, wątpiących i osamotnionych                                                                                             |
| 2010 | Andrzej Rożanowicz | za wierną straż na Śląsku, dla największej chwały Polski i Katowic |
| 2011 | biskupi Damian Zimoń oraz Tadeusz Szurman | za konsekwentne budowanie wspólnoty ekumenicznej; duchowej przestrzeni życia miasta i współżycia społecznego na Górnym Śląsku                                                                                             |
| 2012 | Elżbieta Grodzka-Łopuszyńska | za głębokie i wielorakie świadectwa kultury chrześcijańskiej, otwartość na potrzeby innych ludzi, dostojność i pokorę życia codziennego                                                                                   |
| 2013 | Teresa i Eugeniusz Maliccy | za długotrwałe, konsekwentne i głębokie zaangażowanie w budowanie szlachetnego wizerunku chrześcijańskiego modelu życia rodzinnego zarówno w teorii, jak i w praktyce                                                     |
| 2014 | Maria Gross i Teresa Trzeciak | w dowód ogromnego szacunku i szczerego podziękowania za umożliwienie humanitarnych warunków godnego peregrynowania ad caelestem Patriam (założycielki pierwszego katowickiego hospicjum domowego dla terminalnie chorych) |
| 2015 | Anna Bałchan | za wielkie serce, miłosierdzie oraz nieustępliwą obronę godności człowieczej (zakonnica organizująca pomoc ofiarom prostytucji)                                                                                           |
| 2017 | Mariusz Kozubek | za stworzenie wielkiej, spójnej i twórczej wspólnoty ewangelizacyjnej młodych, przybliżającej współczesności w sposób odkrywczy i oryginalny drogę do Boga (twórca teatru młodzieżowego)                                  |
| 2017 | Zdzisław Czenczek (ur. 1935) | za bycie wielce zasłużonym społecznikiem, bezinteresownym obrońcą najbliższej lokalności oraz animatorem rodzimego ruchu muzycznego                                                                                       |
| 2019 | Helena Hrapkiewicz | za wielkie i szlachetne serce, głęboko ewangeliczne, otwarte dla wszystkich ludzi potrzebujących i szukających pomocy, szczególnie seniorów (laureatka była długoletnim kierownikiem Uniwersytetu Trzeciego Wieku UŚ)     |
| 2020 | Ewelina Babczyńska wraz z zespołem charytatywnym parafii Mariackiej oraz Bożena Polak wraz z Zespołem Wolontariuszy przy parafii ewangelicko-augsburskiej | za wieloletnią działalność charytatywną, szlachetność i chrześcijańską pokorę i miłosierdzie, heroizm dnia codziennego i nieustającą troskę o godność ludzkiego trwania                                                   |
| 2021 | Michał Lubina (1944–2023) | za działalność |
| 2022 | Dorota Zawierucha | za niezwykle konsekwentne kształtowanie świata wartości etycznych i artystycznych w pedagogicznej codzienności, otwartość na potrzeby środowiska oraz opiekę nad utalentowaną młodzieżą                                   |
| 2023 | Henryk Pyka | kapłanowi Śląskiej Ziemi zaangażowanemu w procesie beatyfikacji bł. ks. Emila Szramka oraz propagatorowi jego Dzieła. Kustoszowi śląskiego dziedzictwa kulturowego, zwłaszcza muzealnictwa. Badaczowi                     |